# Либман, Хелен (виолончелистка)
Хелен Либман (англ. Helen Liebmann) — английская виолончелистка.
Училась в Королевской академии музыки в Лондоне. В 1973 г. вместе со своим бойфрендом Саймоном Джеффсом основала авангардно-экспериментальную группу Penguin Cafe Orchestra, в которой играла вплоть до смерти Джеффса в 1997 г., — как отмечает критик, «виолончель Хелен Либман одушевляет почти каждую композицию равными долями грации и ритмичного машинного пыхтения».
В 1976—1977 гг. также была виолончелисткой Квартета Ардитти. Участвовала в различных записях как сессионный музыкант — в том числе в записи альбомов Таниты Тикарам «Lovers In The City» (1995) и Бьорк «Homogenic» (1997).